# Charles Lepani
Sir Charles Watson Lepani, né le 28 octobre 1947 dans les îles Trobriand et mort le 10 janvier 2025 à Port-Moresby,,, est un syndicaliste puis diplomate papou-néo-guinéen.

## Biographie
Petit-fils d'un chef coutumier et fils de l'homme politique (et futur chef du gouvernement provincial de la baie de Milne) Lepani Kaiuwekalu Watson,, Charles Lepani est scolarisé dans le Queensland en Australie pour son enseignement secondaire, la Papouasie-Nouvelle-Guinée étant alors une colonie australienne. Il y prend part à des manifestations contre la guerre du Viêt Nam et pour les droits des Aborigènes d'Australie. Il se syndique, rencontre le syndicaliste australien (et futur Premier ministre) Bob Hawke, et reçoit une bourse d'études du Conseil australien des syndicats pour étudier à l'université de Papouasie-Nouvelle-Guinée, où il obtient une licence d'Économie,. Il retourne ensuite en Australie où il étudie à l'université de Nouvelle-Galles du Sud, y obtenant une licence d'Études commerciales. Dans le même temps, il continue de participer aux mouvements de revendications syndicales en Papouasie-Nouvelle-Guinée, et au début des années 1970, Gavera Rea, ministre du Travail dans le gouvernement alors autonome de Papouasie-Nouvelle-Guinée, lui demande de diriger le bureau chargé des relations entre employeurs et syndicats. En 1972 il accompagne le ministre Sir Albert Maori Kiki en visite en Suède pour mieux comprendre son modèle social-démocrate, ainsi qu'à la Tanzanie du président Julius Nyerere, pionnier du socialisme africain comme modèle de développement équitable.
En 1974, il est employé au Bureau de la Planification nationale du gouvernement. Il est promu directeur de ce bureau l'année suivante, quelques mois avant l'indépendance du pays ; il n'a alors que 28 ans. À ce poste de 1975 à 1980, il est l'un du « Gang des Quatre (en) » avec Mekere Morauta, Rabbie Namaliu et Anthony Siaguru (en), jeunes hauts fonctionnaires qui sont les principaux responsables de la mise en place de l'administration publique et de la politique publique du jeune pays. Charles Lepani met en place l'Autorité nationale d'Investissement et de Développement en 1976, et dirige la publication d'une stratégie nationale de développement. En 1978, à sa surprise, le ministre des Finances de Tanzanie, Edwin Mtei, visite la Papouasie-Nouvelle-Guinée et lui enjoint de ne pas adopter le modèle tanzanien de développement (le socialisme africain), qui s'est avéré un échec.
Grâce à une bourse d'études du programme Fulbright, en 1980 il part étudier à l'université Harvard aux États-Unis, où il obtient un diplôme de Master en administration publique. À son retour en Papouasie-Nouvelle-Guinée, toutefois, le gouvernement de Julius Chan ne l'autorise pas à retrouver un poste dans l'administration publique, et il entame donc une carrière de consultant privé,.
De 1991 à 1994, il est l'ambassadeur de Papouasie-Nouvelle-Guinée auprès de l'Union européenne, à Bruxelles. De retour en Papouasie-Nouvelle-Guinée en 1994, il devient directeur général successivement de deux entreprises d'exploitation minière. De 2005 à 2017, il est le haut-commissaire (ambassadeur) de Papouasie-Nouvelle-Guinée en Australie,. En 2017, la reine de Papouasie-Nouvelle-Guinée, Élisabeth II, le fait chevalier commandeur de l'ordre de l'Empire britannique.
Atteint d'un cancer, il meurt « paisiblement à son domicile » à Port-Moresby à l'âge de 77 ans le 10 janvier 2025. À quelques mois du 50e anniversaire de l'indépendance de la Papouasie-Nouvelle-Guinée, le Premier ministre James Marape et le ministre des Affaires étrangères Justin Tkatchenko saluent en lui l'un des fondateurs de l'État, et le dernier du « Gang des Quatre »,.